# Kórnica (gmina)
Kórnica (alt. Kornica) – dawna gmina wiejska istniejąca w latach 1945–1954 w woj. śląskim i woj. opolskim (dzisiejsze woj. opolskie). Siedzibą władz gminy była Kórnica.
Gmina zbiorowa Kórnica powstała po II wojnie światowej (1 grudnia 1945) w powiecie prudnickim na terenie tzw. Ziem Odzyskanych (tzw. I okręg administracyjny – Śląsk Opolski), powierzonym 18 marca 1945 administracji wojewody śląskiego, a z dniem 28 czerwca 1946 przyłączonym do woj. śląskiego (śląsko-dąbrowskiego).
Według stanu z 1 stycznia 1946 gmina składała się z 9 gromad: Kórnica, Kierpno, Komorniki, Łowkowice, Nowy Dwór, Pietna, Pisarzowice, Rzepce i Ściborowice. 6 lipca 1950 zmieniono nazwę woj. śląskiego na katowickie; równocześnie gmina Kórnica wraz z całym powiatem prudnickim weszła w skład nowo utworzonego woj. opolskiego. Z końcem 1947 roku nazwę gminy zmieniono na Kórnica.
Według stanu z 1 lipca 1952 gmina składała się z 9 gromad: Kierpień, Komorniki, Kórnica, Łowkowice, Nowy Dwór Prudnicki, Pietna, Pisarzowice, Rzepcze i Ściborowice. Gmina została zniesiona 29 września 1954 wraz z reformą wprowadzającą gromady w miejsce gmin. Jednostki nie przywrócono 1 stycznia 1973 wraz z kolejną reformą reaktywującą gminy.